# International Tibet Support Network

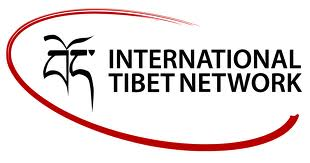
Logo

Het International Tibet Support Network (ITSN) is een internationale niet-gouvernementele organisatie (NGO) en de overkoepelende organisatie voor rond 140 organisaties die zich richten op de situatie in Tibet en de ondersteuning van het Tibetaanse volk. Deze organisaties bevinden zich in alle delen van de wereld.
Leden van de ITSN in de Benelux zijn onder andere de International Campaign for Tibet met vestigingen in Amsterdam en Brussel, de Tibet Support Groep in Amsterdam en Vrienden van Tibet in Brussel.